# Savignac, Aveyron
Savignac là một xã ở tỉnh Aveyron, thuộc vùng Occitanie ở miền nam nước Pháp.